# Hōbunsha

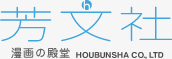
Biểu trưng của Hōbunsha

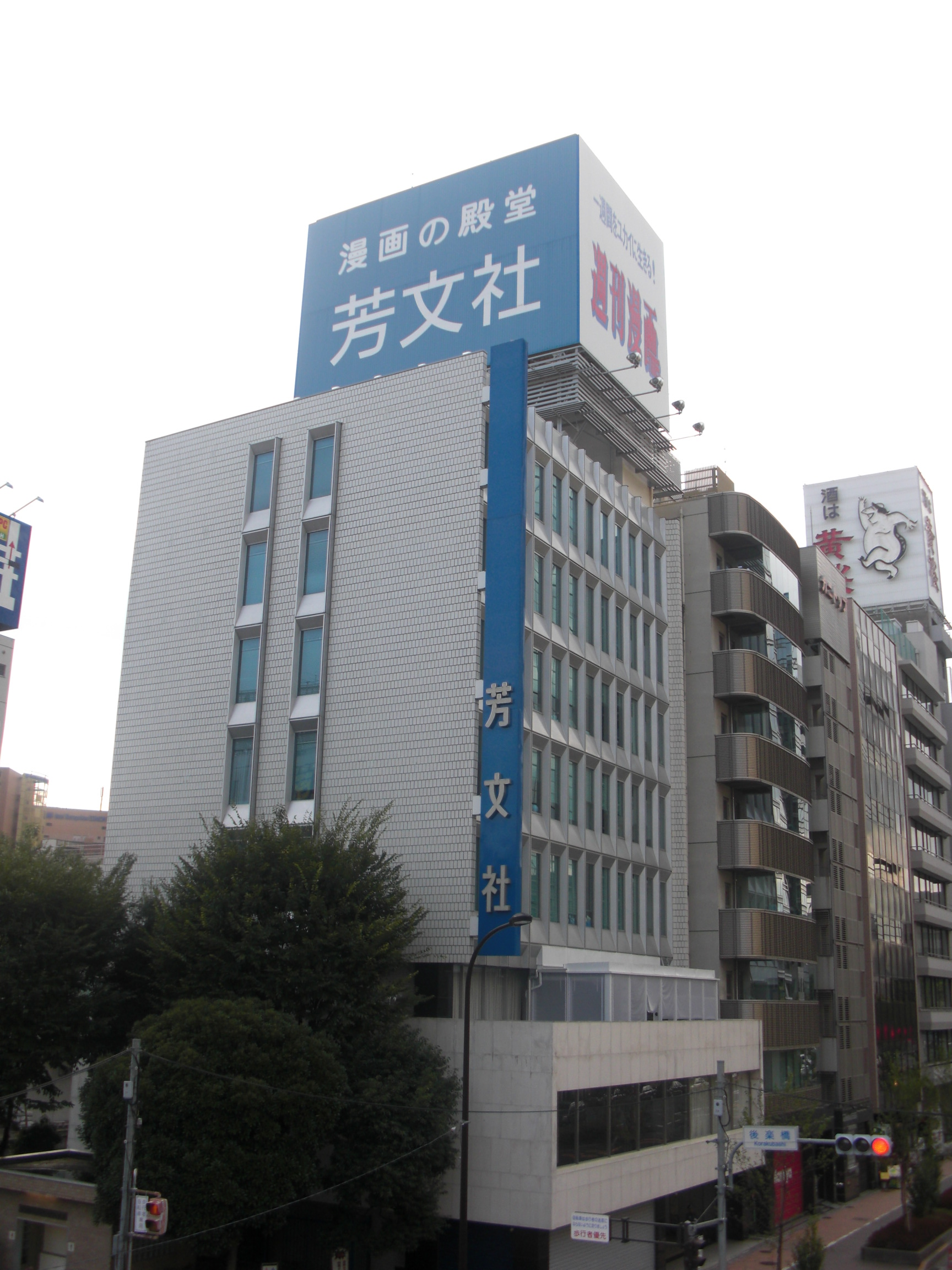
Trụ sở của Hōbunsha vào năm 2010, nằm giữa Ga Suidōbashi và Tokyo Dome City, tọa lạc tại Bunkyō, Tokyo

Hōbunsha Co., Ltd (株式会社 芳文社 (Chu thức hội xã Phương-Văn-Xã) Kabushiki gaisha Hōbunsha), thường được biết là Houbunsha, là một công ty cổ phần thuộc ngành xuất bản Nhật Bản được thành lập vào 10 tháng 7 năm 1950. Chuyên xuất bản tạp chí, sách và truyện tranh theo định kỳ.

## Tạp chí đã phát hành
- Weekly Manga Times
- Hana Oto

### Manga Time
- Manga Time
- Manga Time Special
- Manga Time Original
- Manga Home

### Manga Time Kirara
- Manga Time Kirara
- Manga Time Kirara Carat
- Manga Time Kirara Forward
- Manga Time Kirara Magica - Một tạp chí về Mahō Shōjo Madoka ☆ Magica[2]
- Manga Time Kirara Max

Đã ngừng xuất bản
- Tsubomi (2009-2012)
- Manga Time Jumbo (1985-2018)
- Manga Time Lovely (1994-2011)
- Manga Time Family (1984-2018)
- Manga Time Kirara Miracle! (2011-2017)

## Sách đã phát hành
- Hōbunsha Comics
- Manga Time Comics
- Manga Time KR Comics

## Manga đã phát hành
- Kobo-chan (1982)
- Tsuki to Sandal (1996)
- Sorufeeju (1998)
- Howaito Burando (1998)
- Taiyō no Shita de Warae (1999)
- Chiisana Garasu no Sora (2000)
- Kanrakukyuu (2000)
- Ore wa Warukunai (2000)
- Feiku Fur (2001)
- Mizu Nurumu (2001)
- Warera no Mizu wa Doko ni Aru (2002)
- Kimi ni wa Katenai! (2003)
- Sansha Sanyō (2003)
- Koufukuno Susume (2003)
- Dōjin Work (2004)
- Saigo no Seifuku (2004)
- GA Geijutsuka Art Design Class (2004)
- Hitsugi Katsugi no Kuro ~Kaichū Tabi no Wa~ (2004)
- Pikunikku (2004)
- Hidamari Sketch (2004)
- Purinsuchāmingu (2004)
- S.S. ASTRO (2005)
- Tarinai Jikan (2005)
- Rabu Kue (2006)
- Kawaii Beast (2006)
- Rabu Rabo (2006)
- Rakka Ryūsui (2006)
- Atchi Kotchi (2006)
- Barefoot Waltz (2006)
- Hoshigarimasen! Katsumade wa (2007)
- Kanamemo (2007)
- Minori Sukuranburu! (2007)
- Oninagi (2007)
- K-ON! (2007)
- A Channel (2008)
- Yumekui Merry (2008)
- Yuyushiki (2008)
- Kill Me Baby (2008)
- Himitsu no Reshipi (2009)
- Tonari no Kashiwagi-san (2009)
- Yōkoso Wakaba Sō e (2009)
- Wakaba Girl (2010)
- Re-Kan! (2010)
- Kin-iro Mozaiku (2010)
- Sorenari ni Shinken nandesu (2010)
- Nobunaga no Shefu (2011)
- Hanayamata (2011)
- Gokicha (2011)
- Sakura Torikku (2011)
- Gochuumon wa Usagi Desu ka? (2011)
- Mahō Shōjo Madoka ☆ Magica (2011)
- Castle Town Dandelion (2012)
- Ōya-san wa Shishunki! (2012)
- Kōfuku Graffiti (2012)
- Komori-san wa Kotowarenai! (2012)
- Sutera no Mahō (2012)
- School-Live! (2012)
- Anne Happy♪ (2012)
- Blend S (2013)
- Slow Start (2013)
- NEW GAME! (2013)
- Mahō Shōjo Madoka ☆ Magica: The Movie (2013)
- Comic Girls (2014)
- Urara Meirochō (2014)
- ALDNOAH.ZERO (2014)
- Ochikobore Furuutsu Taruto (2014)
- Machikado Mazoku (2014)
- Harukana Receive (2015)
- Yuru Camp (2015)
- Anima Yell (2016)
- Koisuru Asutoroido (2017)
- Hoshikuzu Telepath (2019)
- IDOL X IDOL STORY! (2022)